# Nieuw-Zeelandse oerkikkers
De Nieuw-Zeelandse oerkikkers (Leiopelmatidae) een familie van kikkers (orde Anura). De familie is monotypisch; alle soorten behoren tot het geslacht Leiopelma.
Alle soorten worden beschouwd als zeer primitief, sommige worden beschouwd als levend fossiel. Er zijn fossielen van meer Leiopelma- soorten bekend, maar deze zijn uitgestorven; Leiopelma auroraensis, Leiopelma markhami en Leiopelma waitomoensis; deze laatste soort kon 10 centimeter lang worden, in tegenstelling tot de nog levende soorten die rond de 5 cm blijven.
Toen de kikkers rond 1860 werden ontdekt vroeg men zich af hoe de dieren zich voortplantten. Toentertijd wist kende men alleen kikkers die zich in oppervlaktewater ontwikkelden maar deze nieuwe soort leefde hoog in de bergen in afwezigheid van oppervlaktewater. Pas enige tijd later werd beschreven dat de kikkers de eieren op vochtige plaatsen afzetten op het land. De kikkervisjes ontwikkelen zich volledig in het ei en komen als kleine kikkertjes uit het ei geslopen. De staart is nog wel aanwezig, met de staart worden krachtige bewegingen gemaakt om zich uit het ei te begeven.

## Taxonomie
De indeling van de Nieuw-Zeelandse oerkikkers is al meerdere malen veranderd. Vroeger werden ook de staartkikkers (Ascaphidae) tot de familie gerekend. Dit werd later weer teruggedraaid en tegenwoordig worden de staartkikkers opnieuw als een aparte familie gezien en niet langer tot de Nieuw-Zeelandse oerkikkers gerekend. Hierdoor is de literatuur niet altijd eenduidig over deze groep.
Familie Leiopelmatidae
- Geslacht Leiopelma

Allophrynidae · 
Alsodidae · 
Alytidae · 
Aromobatidae · 
Arthroleptidae · 
Myobatrachidae · 
Batrachylidae · 
Blaasoppies · 
Bombinatoridae · 
Boomkikkers · 
Brachycephalidae · 
Calyptocephalellidae · 
Ceratobatrachidae · 
Ceratophryidae · 
Conrauidae · 
Craugastoridae · 
Cycloramphidae · 
Dicroglossidae · 
Echte kikkers · 
Eleutherodactylidae · 
Fluitkikkers · 
Glaskikkers · 
Gouden kikkers · 
Graafkikkers · 
Hemiphractidae · 
Hylodidae · 
Knoflookpadden · 
Limnodynastidae · 
Megophryidae · 
Mexicaanse gravende padden · 
Micrixalidae · 
Microhylidae · 
Nasikabatrachidae · 
Nieuw-Zeelandse oerkikkers · 
Nyctibatrachidae · 
Odontobatrachidae · 
Odontophrynidae · 
Padden · 
Pelodytidae · 
Petropedetidae · 
Phrynobatrachidae · 
Pijlgifkikkers · 
Ptychadenidae · 
Pyxicephalidae · 
Ranixalidae · 
Rhinodermatidae · 
Rietkikkers · 
Scaphiopodidae · 
Schuimnestboomkikkers · 
Seychellenkikkers · 
Spookkikkers · 
Staartkikkers · 
Telmatobiidae · 
Tongloze kikkers